# Eugen Sänger
Eugen Sänger (22 de setembre de 1905 - 10 de febrer de 1964) va ser un enginyer aeroespacial austríac més conegut per les seves contribucions a la tecnologia del fuselatge autosostingut i estatoreactor.

## Inicis de la seva carrera
Sänger va néixer a l'antiga ciutat minera de Preßnitz (Přísečnice), prop de Chomutov a Bohèmia, aleshores part de l'Imperi Austrohongarès. Va estudiar enginyeria civil a les universitats tècniques de Graz i Viena. Com a estudiant, va entrar en contacte amb el llibre de Hermann Oberth Die Rakete zu den Planetenräumen ("El coet a l'espai interplanetari"), que el va inspirar a canviar d'estudi d'enginyeria civil a l'aeronàutica. També es va incorporar al moviment de coets aficionats d'Alemanya, el Verein für Raumschiffahrt (VfR - "Societat per a viatges espacials") que estava centrat a Oberth.
El 1932 Sänger es va convertir en membre de la SS i també va ser membre de la NSDAP.
Sänger va convertir el vol propulsat per coets en el tema de la seva tesi, però la universitat ho va rebutjar per considerar-lo massa fantasiós. Se li va permetre graduar-se quan va presentar un document molt més mundà sobre les estadístiques de les armes d'ales. Posteriorment, Sänger publicaria el 1933, la seva tesi rebutjada amb el títol Raketenflugtechnik ("Enginyeria de vol de coets"). El 1935 i el 1936, va publicar articles sobre un vol propulsat per coets per a la revista austríaca Flug ("Vol"). Aquests van cridar l'atenció del Reichsluftfahrtministerium (RLM, o "Ministeri de l'aviació del Reich"), que van veure les idees de Sänger com una manera potencial de complir l'objectiu de construir un bombarder que pogués atacar als Estats Units des d'Alemanya (el projecte Amerikabomber). L'RLM li va donar un institut de recerca a prop de Braunschweig i també va construir una planta d'oxigen líquid i un banc de proves per a un motor d'empenta de 100 tones. Aleshores, Wernher von Braun es va oposar a la contractació de Sänger, qui va sentir que el seu propi treball estava sent duplicat i pot haver vist a l'austríac i el seu treball com una amenaça al seu propi domini de camp.

## Concepte de bombarder suborbital
El 1936, Sänger va acordar dirigir un equip de desenvolupament de coets a la regió de Lüneburger Heide. Va concebre gradualment un trineu propulsat per coets que llançaria un bombarder amb els seus propis motors de coet que pujarien a la vora de l'espai i després saltarien per l'atmosfera superior, sense entrar realment en òrbita, però capaç de cobrir grans distàncies en una sèrie de salts suborbitals. Aquest notable disseny el va anomenar Silbervogel ("Ocell platejat") i hauria confiat en el seu fuselatge creant la seva elevació (com a fuselatge autosostingut) per portar-lo al llarg del seu camí suborbital. Sänger va ser assistit en aquest disseny per la matemàtica Irene Bredt, amb qui es va casar el 1951. Sänger també va dissenyar els motors de coets que utilitzarien l'avió espacial, que necessitarien generar 1 meganewton (225.000 lbf) d'empenta. En aquest disseny, va ser un dels primers a suggerir l'ús del combustible del coet com una forma de refrigerar el motor, fent-lo circular per la Tovera del coet abans de cremar-lo al motor.
Cap al 1942, el Ministeri de l'Aire del Reich va cancel·lar aquest projecte juntament amb altres dissenys més ambiciosos i teòrics a favor de concentrar-se en tecnologies contrastades. Singer va ser enviat a treballar per al Deutsche Forschungsanstalt für Segelflug (DFS o "German Gliding Research Institute").
Sänger was sent to work for the Deutsche Forschungsanstalt für Segelflug (DFS, or "Institut Alemany d'Investigacions per al planador de vol"). Allà va fer treballs importants en tecnologia de l'estatoreactor, treballant en projectes com l'interceptor Skoda-Kauba Sk P.14, fins al final de la Segona Guerra Mundial.

## Postguerra

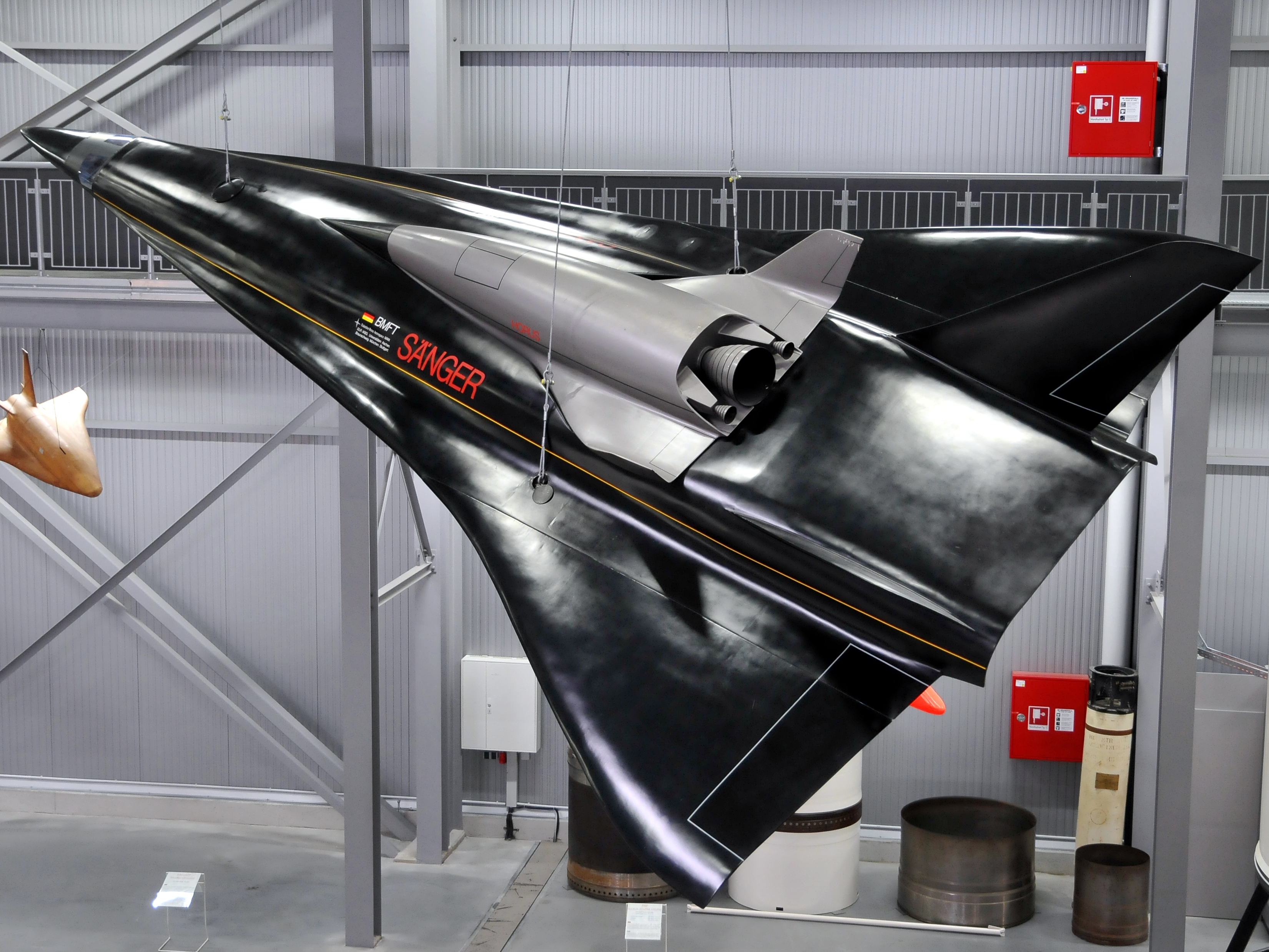
Model del concepte Sänger II al Technik Museum Speyer

Un cop acabada la guerra, Sänger va treballar per al govern francès i el 1949 va fundar la Fédération Astronautique. Mentre era a França, va ser objecte d'un intent fallit per part dels agents soviètics de convenç-lo per anar treballar a l'òrbita soviètica. Joseph Stalin s'havia intrigat pels informes del disseny del Silbervogel i va enviar el seu fill, Vassili, i el científic Grigori Tokati, per convèncer-lo perquè vingués a la Unió Soviètica, però no ho van aconseguir. També s'ha informat que Stalin va ordenar a l'NKVD que el segrestés.
El 1951, es va convertir en el primer president de la Federació Astronàutica Internacional.
Cap al 1954, Sänger havia tornat a Alemanya i tres anys després dirigia un institut de recerca de propulsió a reacció a Stuttgart. Entre el 1961 i el 1963 va actuar com a consultor de Junkers en el disseny d'un avió espacial alimentat per ramjet que mai no va sortir del tauler. Les altres novetats teòriques de Sänger durant aquest període van proposar mitjans per utilitzar fotons per a la propulsió interplanetària i interestel·lar de naus espacials que prefigurava el concepte de propulsió làser i la vela solar.
El 1960 va ajudar a la República Àrab Unida a desenvolupar el míssil Al-Zafir.
Va morir a Berlín. La tomba del cantant es troba al cementiri "Alter Friedhof" d'Stuttgart-Vaihingen. El seu treball sobre Silbervogel resultaria important per als programes X-15, X-20 Dyna-Soar i, en definitiva, per al transbordador espacial.

## Honors
Membre honorari de nombroses societats de recerca espacial a Alemanya, Gran Bretanya, Àustria, Estats Units d'Amèrica, Noruega, Suècia, Suïssa, Argentina i Itàlia.
- Membre honorari de la British Interplanetary Society (B.I.S.) el 1949[7]
- Medalla Hermann Oberth per a serveis de recerca aeroespacial
- Creu d'honor austríaca per a la ciència i l'art, 1a classe
- Comandant de l'Ordre del Mèrit per a la Recerca i la Invenció, París
- Medalla d'Or de Gagarin per l'Associació Internacional de la per a l'home a l'espai, Roma
- Medalla d'Or a la Fira de Milà
- Sängergasse porta el seu nom a Viena Simmering (11è districte) (1971)

### Llibres i informes tècnics
- Sänger, Eugen. Zur Mechanik der Photonen-Strahlantriebe.  München,: R. Oldenbourg, 1956, p. 92.
- Sänger, Eugen. Zur Stahlungsphysik der Photonen-Strahlantriebe und Waffenstrahlen.  München: R. Oldenbourg, 1957, p. 173.
- Sänger, Eugen. Rocket Flight Engineering.  (Washington, 1965): NASA Tech. Trans. F-223, 1933.
- Sänger, Eugen; Irene Sänger-Bredt. «A Rocket Drive For Long Range Bombers» (PDF).   Astronautix.com, 01-08-1944. [Consulta: 17 gener 2008].
- Saenger, Hartmut E and Szames, Alexandre D, From the Silverbird to Interstellar Voyages, IAC-03-IAA.2.4.a.07.
- Sänger, Eugen; trans, Karl Frucht. Space Flight: Countdown for the Future.  Nova York: McGraw-Hill, 1965.
- Duffy, James P. TARGET: AMERICA : Hitler's Plan to Attack the United States.  Praeger, 2004. ISBN 0-275-96684-4.
- Shayler, David J. Women in Space – Following Valentina.  Springer, 2005. ISBN 1-85233-744-3.

### Altres
- Westman, Juhani. «Global Bounce», 2006. Arxivat de l'original el 2007-10-09. [Consulta: 17 gener 2008].
- Wade, Mark. «Eugen Albert Saenger».   Astronautix.com. Arxivat de l'original el 2007-10-13. [Consulta: 17 gener 2008].